# 빈닌
빈닌(베트남어: vinh ninh / 永寧 영녕 /  1419년 ~ 1420년 4월)은 제4차 중국의 베트남 지배시기 현재 하이즈엉성(海陽省) 일대에서 봉기를 일으킨 나평왕(羅平王) 팜응옥(베트남어: Phạm Ngọc / 范玉 범옥)이 사용한 연호이다. 《명사》(明史)에는 1417년에 기록되었으며, 《명실록》(明實錄) 등의 기록에는 1419년에 개원하였다고 기록되었으므로 명사의 오류로 추정된다. 사용 기간은 명실록을 기준으로 하였을 때 최소 1419년 12월 이전에서 1420년 4월까지 사용한 것으로 추정된다. 《대월사기전서》(大越史記全書) 등 베트남 역사서에는 개원 기록이 존재하지 않으며, 중국 역사서에만 존재한다.

## 개원 출처
- 《명태종실록》(明實錄)[1][2]
- 《명사》(明史) 권321 〈열전〉(列傳) 제209 외국(外國) 2 - 안남(安南) 열전[3]
- 《만력야획편》(萬曆野獲編) 권29 - 사참나평국호(四僭羅平國號)[4]

## 연대 대조표
| 빈닌 | 서기(西紀) | 간지(干支) | 명나라 연호     |
| 원년 | 1419년     | 기해(己亥) | 영락(永樂) 17년 |
| 2년  | 1420년     | 경자(庚子) | 영락 18년       |